# Calvary Episcopal Church (Red Lodge)

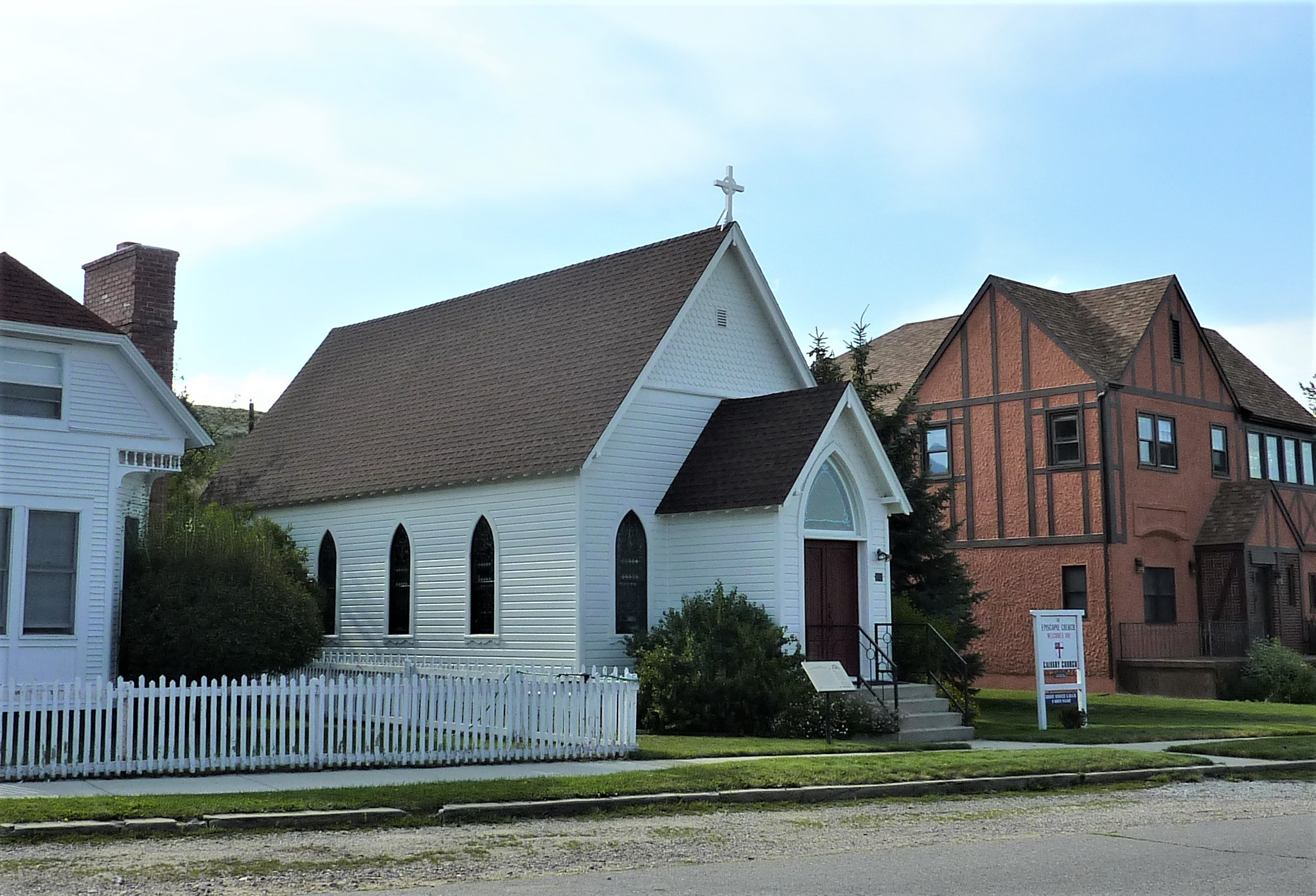
Die Calvary Episcopal Church in Red Lodge

Die Calvary Episcopal Church ist ein Kirchengebäude der Episkopalkirche in Red Lodge (Carbon County) im US-Bundesstaat Montana in den Vereinigten Staaten. Das Bauwerk wurde 1986 im National Register of Historic Places als historisches Denkmal aufgenommen.

## Geschichte
Reverend Charles H. Linley, ein Geistlicher der Episkopalkirche, hielt die erste Predigt in Red Lodge im Jahr 1889 und hielt in der Folge einmal im Monat dort Gottesdienste ab. Im Jahr 1900 erwarb die Diözese Montana ein Grundstück im Ort von der Rocky Fork Town and Electric Company für den Bau einer eigenen Kirche. Das Kirchengebäude wurde während einer Phase des Wohlstands und des Bevölkerungswachstums in Red Lodge als Zentrum des Kohlebergbaus errichtet. Es war die letzte von sechs kleinen Holzkirchen, die beginnend im letzten Jahrzehnt des 19. Jahrhunderts in der Stadt erbaut wurden. Das Komitee der Episcopal Mission plante zunächst den Bau einer Steinkirche, der aber aus unbekannten Gründen nicht verwirklicht wurde. Der Bau des kleinen Gotteshauses erfolgte, obwohl die Zahl der Gemeindeglieder sehr klein war. Im Jahr 1920 umfasste die Gemeinde 100 Glieder. Zur Kirche gehörte auch kein eigenes Pfarrhaus. Von den ursprünglichen sechs Kirchengebäuden in Red Lodge sind drei erhalten und nur noch die Calvary Episcopal Church in kirchlicher Nutzung. Die aus Europa importierten Buntglasfenster und die originale viktorianische Ausstattung sind erhalten.